# Mick Barr

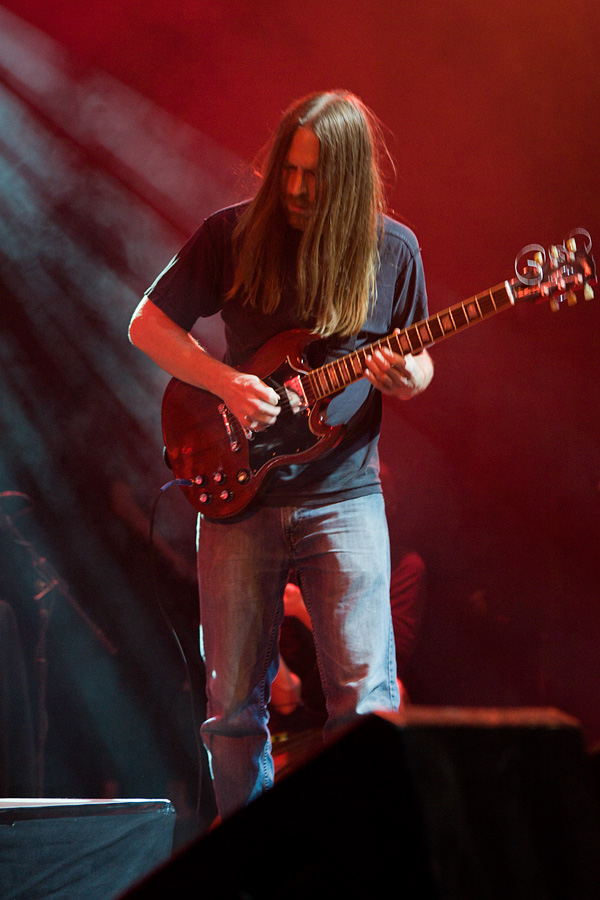
Mick Barr på moers festival 2012

Mick Barr är en amerikansk gitarrist och kompositör född i New Haven County, Connecticut, USA. Han är främst känd för sin snabbhet på gitarren och sina snabba frenetiska kompositioner oftast skrivna för gitarr, trummor (eller trummaskin). Han har spelat i grupper som Orthrelm, Crom-Tech, The Flying Luttenbachers, Krallice (tillsammans med Colin Marston, Lev Weinstein och Nick McMaster). Men det mesta har han spelat och släppt som soloartist under pseudonymerna "Octis" eller "Ocrilim". Angående skillnaden på de två säger han 
| ”           | ...sometimes I don’t put too much thought into it and would rather let it take its own shape and see how it sounds. When that happens, I generally call it Octis. When I agonize over every detail a little too much, I call it Ocrilim", "Octis seems more experimental, and Ocrilim more compositional | „ |
| – Mick Barr | |   |

Titlarna på hans skivor och låtar brukar oftast bestå av påhittade ord.

## Diskografi
Solo
| År   | Titel                                                | Format  | Skivbolag             |
| ---- | ---------------------------------------------------- | ------- | --------------------- |
| 1996 | Rrrr Orpel                                           | Kassett | Självproducerad       |
| 2001 | Uppragn Srilimia Ixioor Ocrilim Nollfithes Mrithixyl | 2xCD    | Peterbilt CD Projects |
| 2003 | Ocrilorx-1                                           | 7"      | Troubleman Unlimited  |
| 2004 | Ocrilorx-2                                           | 7"      | Troubleman Unlimited  |
| 2005 | Octis/Ocrilim                                        | CD      | Troubleman Unlimited  |
| 2005 | Ohnsort                                              | Kassett | Folding Cassettes     |
| 2005 | Split med Child Abuse                                | 7"      | Forge Records         |
| 2006 | Anoint                                               | CD/LP   | I And Ear Records     |
| 2006 | Mithring-1                                           | 5"      | Rock is Hell Records  |
| 2006 | Mithring-2                                           | 5"      | Rock is Hell Records  |
| 2006 | Mithring-3                                           | 5"      | Rock is Hell Records  |
| 2007 | Iohargh Wended                                       | CD      | Tzadik Records        |
| 2007 | Neerdeth                                             | CD-R    | Självproducerad       |
| 2007 | Navlt/Twelon                                         | 7"      | The Social Registry   |
| 2008 | Annwn                                                | CD      | Hydrahead Records     |
| 2008 | Ment                                                 | LP      | Brown Sounds Records  |
| 2008 | Mick Barr Archive                                    | 2xDVD   | ArchiveDVD            |

Or Rathol Nok
| År   | Titel         | Format  | Skivbolag       |
| ---- | ------------- | ------- | --------------- |
| 1995 | Or Rathol Nok | Kassett | Självproducerad |

Crom-Tech
| År        | Titel           | Format     | Skivbolag                            |
| --------- | --------------- | ---------- | ------------------------------------ |
| 1996 2004 | X-Mas           | Kassett 7" | Självproducerad Troubleman Unlimited |
| 1997      | ½ Harnaxis Twim | 7"         | Ixor Stix                            |
| 1997      | Record #2       | CD/LP      | Gravity Records                      |
| 1999      | 4th Recording   | LP         | Slowdime Records                     |

Orthrelm
| År   | Titel                                          | Format | Skivbolag                               |
| ---- | ---------------------------------------------- | ------ | --------------------------------------- |
| 2001 | Orthrelm I                                     | CD-R   | Självproducerad                         |
| 2001 | Orthrelm II                                    | CD-R   | Självproducerad                         |
| 2001 | Iorxhscimtor                                   | CD/LP  | Tolotta Records                         |
| 2002 | Asristir Veildrioxe                            | CD/LP  | Troubleman Unlimited                    |
| 2002 | Split med Touchdown                            | CD/LP  | Troubleman Unlimited                    |
| 2002 | 2nd 18/O4 Norildivoth Crallos-Lomrixth Urthiln | CD/LP  | Three One G                             |
| 2004 | utan titel                                     | 7"     | Forge Records                           |
| 2005 | OV                                             | CD LP  | Ipecac Recordings Epicene Sound Systems |
| 2006 | Split med Behold... the Arctopus               | CD 7"  | Crucial Blast Records Eyes of Sound     |
| 2007 | O-3                                            | 5"     | Soft Targets Journal                    |